# هزار تو ۳
هزار تو ۳ (به هندی: Bhool Bhulaiyaa 3) یک فیلم هندی کمدی ترسناک زبان هندی است که در سال ۲۰۲۴ اکران شد، کارگردان فیلم آنیس بازمی بود و نویسندگی آن را آکاش کاوشیک بر عهده اشت، فیلم محصول شرکت‌های تی-سریز فیلمز و سینِ ۱ استودیوز (Cine1 Studios) است. این فیلم سومین قسمت از فرنچایز با یک نام، پس از فیلم‌های هزارتو (۲۰۰۷) و هزار تو ۲ (۲۰۲۲) است. بازیگران اصلی آن کارتیک آریان، ویدیا بالن، مادهوری دیکشیت و تریپتی دیمری هستند که در کلکته، بنگال غربی می‌گذرد.
این فیلم به‌طور رسمی در ماه مارس ۲۰۲۳ معرفی شد. فیلم‌برداری اصلی از ماه مارس تا سپتامبر ۲۰۲۴ در بمبئی، کلکته، اورچا و له انجام گرفت که فیلمبردار آن مانو آناند بود. هزار تو ۳ در روز ۱ نوامبر ۲۰۲۴ همزمان با جشن دیوالی در سینماها اکران شد. فیلم نقدهای متفاوتی از سوی منتقدان دریافت کرد. این فیلم تا ماه نوامبر ۲۰۲۴، بیش از ۴۱۱ کرور روپیه در سراسر جهان درآمد داشت و تا همین تاریخ عنوان دومین فیلم هندی پرفروش در سال ۲۰۲۴ را در اختیار داشت.

## انتشار
سینما
هزار تو ۳ در روز ۱ نوامبر ۲۰۲۴ مصادف با برگزاری جشن دیوالی اکران شد. حقوق پخش اکران سینمایی در سراسر جهان را شرکت ای‌ای فیلمز در دست گرفت. آنیل تادانی، توزیع کننده، حقوق تک نمایش (single screens) فیلم را تضمین کرده بود. این فیلم و فیلم دوباره سینگهام در یک روز به اکران در آمدند.
فیلم در عربستان سعودی به دلیل اشاره به همجنس‌گرایی ممنوع شده است.
رسانه خانگی
حقوق پخش دیجیتالی فیلم توسط نتفلیکس به دست آمد.